# Ruvubu
Le Ruvubu est une rivière coulant en Afrique centrale. Il est également appelé Rubuvu ou Ruvuvu.

## Parcours
Il mesure 300 km de long. Il prend sa source dans le nord du Burundi, près de la ville de Kayanza, puis fait un arc vers le sud à travers le Burundi. Il est ensuite rejoint par le Ruvyironza près de Gitega. De là, il part vers le nord à travers le Parc national de Ruvubu, jusqu'à la frontière tanzanienne. Après une portion le long de la frontière, le Ruvubu pénètre en Tanzanie. Il rejoint le Kagera à la frontière entre le Rwanda et la Tanzanie près des chutes Rusumo.